# خليل روكز

خليل روكز شاعر زجل لبناني من مواليد وادي الليمون قضاء جزين في كانون الأول 1922 أغنى الزجل اللبناني كتابة وارتجالاً وسما بالمنبر الزجلي إلى ذروة الكمال.وكان له فضل تطوير المناظرات الشعرية بنقلها من صعيد العنتريات إلى صعيد الحوار الفكري البنّاء فتناول مختلف المواضيع وتصدى لأغلب المشكلات التي عاناها الإنسان في زمانه كما في كل زمان.ولا شك أن الخليل استطاع بموهبته الفذّة وسعة اطّلاعه أن يعالج كثيراً من المسائل الاجتماعية المهمة عارضا لها حلول مناسبة. وافته المنيا في [27 / تشرين الثاني / 1962 .
فلذا عَمُرَ شعره بأفكار جديدة ومعطيات فريدة يحفل الأدب الشعبي من قبله وان لمحة نلقيها على شعر الخليل تنبئنا بصدق دليل ما نقول.
عانى خليل مشاكل مجتمعه وآلمه أن يرى الفوضى تعمه والفساد يسوده.فانكّب على دراسة أوضاع زمانه وبحث بموضوعية عن مكمن العلّة ولم يكتف بالشرح والتفصيل بل تعدى ذلك إلى البحث عن الحلول وتحديد الidef ahfoua fha
زع بين «فساد الطبيعة البشرية» و«تحجّر التربية» و«انحطاط السياسة». من كتبه حرمان وابن الحرمان وهند وجميل ودموع الطير.

## الطبيعة البشرية
أحس الخليل منذ نشأته أنه «ابن الحرمان» ولقد أحب الخير واصطفاه ببراءة طفولته لكنه اصطدم بقسوة الحياة وظلم الإنسان فاستفاق عندئذ على مأساة الطبيعة البشرية واكتشف بغضاء البشر وأنانيتهم ورآهم أشبه بالأسماك القوي يأكل الضعيف، والغني يفترس الفقير ولكم وجد في الذئاب وداعة لم يستشفها في الإنسان قائلا:
بتشرب عرق عا قصبة الخاروف.... وبتخاف عا غنماتك من الديب
ان شر الإنسان طبيعة متأصلة فيه وما مظاهر الخير والعدالة والمساواة وأوجه العبادات المختلفة سوى أقنعة خادعة يستتر بها الآدميون ليحجبوا شر أفعالهم عن العيون:
وبالناس اجواخ النوايا مبطنّي.... بحيّات سوء وشوك والظاهر خزام
ولكن اليأس لم يطبق على قلب الخليل فظل مؤمنا بإمكانية الإصلاح وحتمية رسم حدود توقف فساد الطبيعة وتلجم نزوات الإنسان وميوله وليس انفع في هذا المجال من التربية التي تستطيع أن تعد الأجيال إعدادا اجتماعيا لائقا.

## التربية
نظر إلى واقع التربية في زمانه فوجده ضالا مضلا، ورأى التقليد مسيطرا على العقول، فآلمه تردي الأوضاع التربوية في البيت كما في المدرسة. فهناك كثيرون من الأهل تخلوا عن واجباتهم وقطعوا الروابط التي تصلهم بأولادهم مستبدلين عاطفة الأمومة بعاطفة المعلبات:
وطفل البيربى عا حليب البودره..... بعكس البيربى عا حليب العاطفة
إن الأهل يتحملون هنا المسؤولية كاملة وتشاركهم فيها المدرسة التي فشلت مناهجها في تأمين الثقافة والتعليم والإعداد الصالح، فأغلب المواد تسئ إلى أخلاق الأجيال الصاعدة وأغلب المدارس تنمي في الشباب حب التفرقة وتشوه عقولهم بمعلومات مخطوطه مغلوطة.
يثور الخليل على جميع هذه الأساليب ويطالب بإعاده النظر في التربية بغية وضع مناهج جديدة تحاكي تطلعات عصرنا ولقد تنبهت لها وزارة التربية مؤخرا، فإذا بها تتبنى مصادفة
أكثر ما نادى به شاعرنا في مناسبات عديدة:
يا مخصصين للتربية وعلم الولاد.... وعم تسهروا تا تفيّقوا الجيل الجديد
لا توقفوا بموكب حضارة عالحياد.... وتحرموا الطلاب من بيت القصيد
ولا تخلونا عن الواقع بعاد.... ونرجع لعصر (الجاهلية والعبيد)
وهالطالب الطالب علم عن اعتقاد..... من شعر (بو النواس) شو رح يستفيد
الا روايح خمر وعيوب وفساد...... وعربدة سهرات (هارون الرشيد)
و يستطرد الشاعر قائلا:
وبالعلم لو عالعقل تلقو الاعتماد..... ما كنت كلمة آخ مره سمعتها
من بنت عا أيامكم متعلمي
ولم ينس الشاعر أن يتطرق في هذا المجال إلى أهمية تربية المرأة لأنها عنصر فاعل في المجتمع وتعليمها ضروري حتى تتمكن من مساعدة الرجل في أعباء التنشئة وإرشاد البنين. غير انه يصعب إصلاح التربية إذا لم يتناول الإصلاح السياسية وأساليب السياسين.